# Torino Football Club 2011-2012
Questa voce raccoglie le informazioni riguardanti il Torino Football Club nelle competizioni ufficiali della stagione 2011-2012.

## Stagione

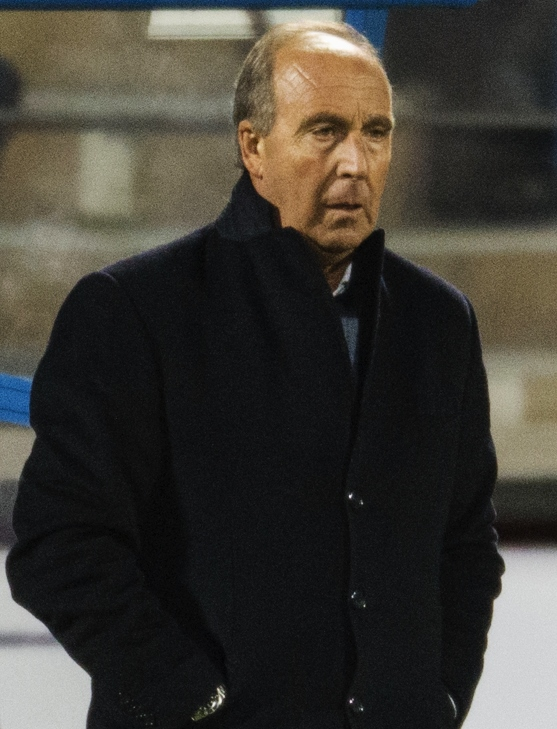
Gian Piero Ventura, al debutto sulla panchina del Torino, conquista la promozione in Serie A

Il Torino partecipa al campionato di Serie B 2011-2012, il dodicesimo della sua storia, il decimo negli ultimi quindici anni. Come allenatore viene chiamato Gian Piero Ventura, con l'obiettivo della risalita nella massima serie e del riscatto della precedente stagione, che ha visto i granata arrivare ottavi in classifica sempre in cadetteria, senza raggiungere neanche i play-off. Per quanto riguarda la dirigenza, il presidente Urbano Cairo (che annuncia di non vendere la squadra) nomina come direttore generale Antonio Comi e conferma come direttore sportivo Gianluca Petrachi. Dopo l'acquisto di Osarimen Ebagua dal Varese, il rinnovo con il Catania della comproprietà di Mirko Antenucci e l'arrivo in prestito di Ferdinando Coppola dal Milan, il direttore sportivo effettua nove acquisti, tra cui Stefano Guberti dalla Roma su richiesta specifica dell'allenatore Ventura. A essi seguiranno nei giorni finali di calciomercato l'acquisto dello svincolato Alessandro Parisi e il prestito di Juan Surraco. Tra le partenze più importanti quella di Daniele De Vezze, a cui non è stato rinnovato il contratto e quella di Dejan Lazarević, tornato al Genoa per fine prestito.
In Coppa Italia parte dal secondo turno, trovandosi come avversario il Lumezzane e ottiene la qualificazione vincendo 1-0 all'Olimpico. Al terzo turno affronta il Siena in trasferta perdendo 1-0 e venendo eliminato. L'avvio di campionato è ottimo: esordisce con una vittoria esterna contro l'Ascoli, in cui il giovane Oduamadi segna il suo primo gol in carriera. Seguono due gare casalinghe: alla seconda giornata contro il Cittadella dove il difensore Ogbonna festeggia la 100º presenza in granata, arriva un pareggio (1-1), e alla terza contro il Varese vince 2-0, con il primo gol tra i professionisti di Alen Stevanović. Si presenta da capolista (in coabitazione con Brescia e Padova) al match della 7ª giornata contro la Sampdoria, e ottiene una vittoria (1-2) in rimonta, grazie anche al primo gol tra i professionisti di Suciu. L'8ª giornata ospita il Grosseto, che batte 1-0 con un'autorete nei minuti finali; grazie alla concomitante sconfitta del Padova, diventa capolista solitaria. E mantiene il primato anche quattro giorni dopo, il 9 ottobre, andando a vincere (1-3) al Bentegodi contro il Verona la quinta partita in trasferta consecutiva, record mai realizzato dal club.
Il 24 ottobre arriva la prima sconfitta (1-0), in trasferta contro il Gubbio che sei giorni prima aveva affidato la panchina all'ex Luigi Simoni, riducendo così a tre i punti di vantaggio sul Padova secondo. Uno stop che si rivela un incidente di percorso perché nelle sei giornate successive arriva un filotto di tre vittorie e tre pareggi. Il 3 dicembre si gioca lo scontro diretto contro il Padova all'Euganeo; dopo un primo tempo a reti inviolate, nell'intervallo si verifica un black out all'impianto di illuminazione dello stadio, che ritarda l'inizio della ripresa di 10 minuti. Al 5' del secondo tempo i biancoscudati vanno in vantaggio con Francesco Ruopolo, dopodiché si verificano altre tre interruzioni di corrente: la seconda, al 31', costringe l'arbitro a sospendere l'incontro, mentre la società granata presenta ricorso al Giudice sportivo chiedendo lo 0-3 a tavolino. Il ricorso viene respinto e il 14 dicembre si giocano gli ultimi 14' che non cambiano il risultato. Il Torino inoltra contestualmente ricorso alla Corte di Giustizia Federale.
L'anno solare si conclude con una sconfitta per 2-1 contro il Modena, che tuttavia lascia la squadra al comando della classifica con 3 punti di vantaggio sul Verona. La squadra effettua il ritiro invernale a Malta dal 27 dicembre al 3 gennaio 2012, dove partecipa a un trofeo amichevole con due squadre locali e il Catania, contro cui perde la finale. Nel mercato invernale per dare più peso all'attacco la Società acquista Riccardo Meggiorini mentre successivamente è costretta a prendere in prestito dal Palermo il portiere Francesco Benussi per sostituire Coppola, costretto a chiudere anzitempo la sua stagione per un infortunio al ginocchio sinistro con rottura dei legamenti rimediata il 21 gennaio nella trasferta contro il Cittadella. Successivamente arrivano anche Cristian Pasquato in prestito dalla Juventus e il difensore Salvatore Masiello, svincolato dal Bari. A fronte di questi arrivi vengono ceduti Ebagua al Catania e Pagano alla Nocerina, entrambi in prestito.
L'inizio di anno nuovo comincia con una nuova striscia positiva di 6 gare (3 vinte e 3 pareggiate) che prelude al big-match casalingo contro la Sampdoria del 21 febbraio, vinto 2-1 grazie al primo centro in granata di Meggiorini. Dopo la sonora vittoria esterna contro il Grosseto per 3-0, la squadra subisce la prima sconfitta interna (nonché la peggiore dell'intero campionato) il 12 marzo 2012, quando l'Hellas Verona vince per 4-1 all'Olimpico, riportandosi a sole due lunghezze in classifica dai granata. Il 15 marzo giunge la notizia dell'accoglimento del ricorso del Torino per la gara di Padova, che viene quindi assegnata 3-0 a tavolino ai granata; il Padova annuncia comunque il controricorso alla decisione del giudice sportivo. Dopo il pareggio esterno contro la Juve Stabia per 1-1 giunge la roboante vittoria in casa contro il Gubbio per 6-0, con doppietta di Rolando Bianchi e Mirko Antenucci e i primi gol in maglia granata di Juan Surraco e del neoarrivato Pasquato, a segno al debutto. Il 31 marzo arriva invece la sesta sconfitta stagionale a Empoli, per mano di Massimo Maccarone. Il 6 aprile il Torino ospita la Reggina e si porta in vantaggio con il primo gol granata di Kamil Glik, ma nel corso della pausa tra i due tempi una violenta grandinata costringe l'arbitro a sospendere la gara. Il 21 aprile termina 0-0 la partita contro il Bari, ma sette giorni dopo arriva un importante successo contro il Crotone, grazie ancora a Glik e ad Alessandro Sgrigna. Fondamentale si rivela anche la vittoria esterna contro il Livorno, decisa dal colpo di testa di Riccardo Meggiorini.

## Divise e sponsor
Lo sponsor tecnico per la stagione è Kappa per la quarta stagione, mentre il second sponsor è Aruba. A stagione già iniziata, viene siglato un accordo con Royal Caribbean come main sponsor per 4 partite, che poi diventano 7 fino all'ufficializzazione dell'accordo per il resto del campionato con Valmora. Il 27 ottobre viene presentato l'accordo con SISAL in qualità di Platinum sponsor. La prima maglia è granata, con pantaloncini bianchi e calzettoni neri con risvolto granata. La seconda maglia è bianca con banda verticale granata, calzoncini bianchi e calzettoni granata. La terza divisa è azzurra con risvolti granata. Per quanto riguarda i portieri, la prima divisa è verde e la seconda blu.
| Casa | Trasferta | Terza maglia |

## Organigramma societario
Dal sito internet della società:
Area direttiva
- Presidente: Urbano Cairo
- Vice Presidente: Giuseppe Cairo
- Consiglieri:
  - Giuseppe Ferrauto
  - Uberto Fornara
  - Marco Pompignoli
- Direttore Generale: Antonio Comi[18]

Area organizzativa
- Team manager: Giacomo Ferri[19]
- Responsabile area osservatori: Antonio D'Ottavio
- Coordinatore giovanili: Alberto Sala
- Segretario generale: Pantaleo Longo
- Direttore amministrativo: Luca Boccone
- Segreteria: Sonia Pierro

Area comunicazione
- Area comunicazione e Brand licensing: Alberto Barile
- Biglietteria e rapporti con i club:
  - Fabio Bernardi
  - Dario Mazza

Area tecnica
- Direttore sportivo: Gianluca Petrachi
- Allenatore: Gian Piero Ventura[20]
- Allenatore in seconda: Salvatore Sullo[21]
- Allenatore dei portieri: Giuseppe Zinetti[21]
- Preparatore atletico: Alessandro Innocenti[21]

Area sanitaria
- Coordinatore sanitario: Renato Misischi[22]
- Medico addetto prima squadra: Gianfranco Albertini[22]
- Massofisioterapisti:
  - Stefano Borrattaz[22]
  - Stefano Conti[22]
  - Silvio Fortunato[22]
- Recupero infortuni: Andrea Bellini[22]

## Rosa
| N. |                      | Ruolo | Calciatore                     |
| -- | -------------------- | ----- | ------------------------------ |
| 1  | Italia (bandiera)    | P     | Davide Morello                 |
| 3  | Italia (bandiera)    | D     | Danilo D'Ambrosio              |
| 4  | Svizzera (bandiera)  | C     | Migjen Basha                   |
| 5  | Italia (bandiera)    | D     | Valerio Di Cesare              |
| 6  | Italia (bandiera)    | D     | Angelo Ogbonna (vice capitano) |
| 7  | Italia (bandiera)    | A     | Mirko Antenucci                |
| 8  | Italia (bandiera)    | C     | Biagio Pagano                  |
| 9  | Italia (bandiera)    | A     | Rolando Bianchi (capitano)     |
| 10 | Italia (bandiera)    | A     | Alessandro Sgrigna             |
| 11 | Italia (bandiera)    | C     | Manuel Iori                    |
| 16 | Argentina (bandiera) | D     | Luciano Zavagno                |
| 18 | Italia (bandiera)    | D     | Marco Chiosa                   |
| 19 | Serbia (bandiera)    | C     | Alen Stevanović                |
| 20 | Italia (bandiera)    | C     | Giuseppe Vives                 |
| 21 | Nigeria (bandiera)   | A     | Osarimen Ebagua                |
| 22 | Italia (bandiera)    | C     | Stefano Guberti                |

| N. |                    | Ruolo | Calciatore          |
| -- | ------------------ | ----- | ------------------- |
| 23 | Romania (bandiera) | C     | Sergiu Suciu        |
| 25 | Polonia (bandiera) | D     | Kamil Glik          |
| 27 | Italia (bandiera)  | C     | Giuseppe De Feudis  |
| 28 | Italia (bandiera)  | D     | Alessandro Parisi   |
| 30 | Italia (bandiera)  | D     | Salvatore Masiello  |
| 33 | Uruguay (bandiera) | C     | Juan Surraco        |
| 34 | Italia (bandiera)  | P     | Ferdinando Coppola  |
| 36 | Italia (bandiera)  | D     | Matteo Darmian      |
| 50 | Italia (bandiera)  | D     | Francesco Pratali   |
| 69 | Italia (bandiera)  | A     | Riccardo Meggiorini |
| 77 | Italia (bandiera)  | A     | Cristian Pasquato   |
| 89 | Senegal (bandiera) | P     | Lys Gomis           |
| 90 | Nigeria (bandiera) | C     | Nnamdi Oduamadi     |
| 92 | Italia (bandiera)  | A     | Simone Verdi        |
| 99 | Italia (bandiera)  | P     | Francesco Benussi   |

## Calciomercato

### Sessione estiva (dall'1/7 al 31/8)
Trasferimenti della sessione estiva di calciomercato.
| Acquisti | Acquisti           | Acquisti   | Acquisti          |
| R.       | Nome               | da         | Modalità          |
| -------- | ------------------ | ---------- | ----------------- |
| P        | Ferdinando Coppola | Milan      | prestito          |
| D        | Gaetano Carrieri   | Nocerina   | fine prestito     |
| D        | Matteo Darmian     | Palermo    | prestito          |
| D        | Kamil Glik         | Palermo    | compartecipazione |
| D        | Alessandro Parisi  |            | definitivo        |
| D        | Matteo Rubin       | Bologna    | fine prestito     |
| C        | Migjen Basha       | Atalanta   | prestito          |
| C        | Giuseppe De Feudis | Cesena     | definitivo        |
| C        | Nicolás Gorobsov   | Cesena     | fine prestito     |
| C        | Stefano Guberti    | Roma       | prestito          |
| C        | Manuel Iori        | Chievo     | prestito          |
| C        | Massimo Loviso     | Crotone    | fine prestito     |
| C        | Vincenzo Nitride   | Ternana    | fine prestito     |
| C        | Nnamdi Oduamadi    | Milan      | prestito          |
| C        | Alen Stevanović    | Toronto FC | fine prestito     |
| C        | Sergiu Suciu       | Gubbio     | fine prestito     |
| C        | Juan Surraco       | Udinese    | prestito          |
| C        | Giuseppe Vives     | Lecce      | definitivo        |
| A        | Osarimen Ebagua    | Varese     | compartecipazione |
| A        | Simone Verdi       | Milan      | compartecipazione |

| Cessioni | Cessioni             | Cessioni        | Cessioni                   |
| R.       | Nome                 | a               | Modalità                   |
| -------- | -------------------- | --------------- | -------------------------- |
| P        | Davide Bassi         | Empoli          | fine prestito              |
| P        | Rubinho              | Palermo         | fine prestito              |
| D        | Gaetano Carrieri     | Varese          | compartecipazione          |
| D        | Luís Pedro Cavanda   | Lazio           | fine prestito              |
| D        | Gabriele Franchino   | Melfi           | prestito                   |
| D        | Agostino Garofalo    | Siena           | fine prestito              |
| D        | Claudio Rivalta      |                 | fine contratto             |
| D        | Matteo Rubin         | Parma           | prestito                   |
| D        | Filippo Scaglia      | Bassano         | prestito                   |
| D        | Nicolò Sperotto      | Reggiana        | compartecipazione          |
| C        | Alessandro Budel     | Brescia         | fine prestito              |
| C        | Giuseppe De Feudis   | Cesena          | fine prestito              |
| C        | Daniele De Vezze     |                 | fine contratto             |
| C        | Denilson Gabionetta  | SEV Hortolândia | fine prestito              |
| C        | Nicolás Gorobsov     | Timișoara       | prestito                   |
| C        | Dejan Lazarević      | Genoa           | fine prestito              |
| C        | Massimo Loviso       |                 | rescissione consensuale    |
| C        | Umberto Miello       | Como            | prestito                   |
| C        | Vincenzo Nitride     | Nocerina        | prestito                   |
| C        | Christian Obodo      | Udinese         | fine prestito              |
| C        | Pierpaolo Taraschi   | SPAL            | compartecipazione          |
| C        | Paolo Zanetti        |                 | rescissione consensuale    |
| A        | Gianmario Comi       | Milan           | compartecipazione          |
| A        | Denis D'Onofrio      | Viareggio       | riscatto compartecipazione |
| A        | Antimo Iunco         | Chievo          | riscatto compartecipazione |
| A        | Alessandro Pellicori | QPR             | fine prestito              |
| A        | Marco Valtulina      | Juve Stabia     | riscatto compartecipazione |

### Sessione invernale (dall'1/1 al 31/1)
Trasferimenti della sessione invernale di calciomercato.
| Acquisti | Acquisti            | Acquisti | Acquisti          |
| R.       | Nome                | da       | Modalità          |
| -------- | ------------------- | -------- | ----------------- |
| P        | Francesco Benussi   | Palermo  | prestito          |
| D        | Gabriele Franchino  | Melfi    | fine prestito     |
| D        | Salvatore Masiello  | Bari     | definitivo        |
| D        | Matteo Rubin        | Parma    | fine prestito     |
| C        | Umberto Miello      | Como     | fine prestito     |
| A        | Riccardo Meggiorini | Genoa    | compartecipazione |
| A        | Cristian Pasquato   | Juventus | prestito          |

| Cessioni | Cessioni           | Cessioni      | Cessioni |
| R.       | Nome               | a             | Modalità |
| -------- | ------------------ | ------------- | -------- |
| D        | Gabriele Franchino | Vigor Lamezia | prestito |
| D        | Matteo Rubin       | Bologna       | prestito |
| C        | Umberto Miello     | Casale        | prestito |
| C        | Biagio Pagano      | Nocerina      | prestito |
| A        | Osarimen Ebagua    | Catania       | prestito |

## Risultati

### Serie B

#### Girone di andata
| Arbitro: | Ciampi (Roma) |

|               |           |                                 |
| Anđelković 4’ | Marcatori | 71’ (rig.) Bianchi 87’ Oduamadi |

| Arbitro: | Cervellera (Taranto) |

|                   |           |                |
| Cordaz 81’ (aut.) | Marcatori | 84’ Di Roberto |

| Arbitro: | Giacomelli (Trieste) |

|                            |           |  |
| Stevanović 40’ Sgrigna 49’ | Marcatori |  |

| Arbitro: | Gallione (Alessandria) |

|  |           |                |
|  | Marcatori | 90'+4’ Bianchi |

| Torino 19 settembre 2011, ore 20:45 UTC+2 5ª giornata | Torino             | 0 – 0 referto | Brescia | Stadio Olimpico (18.247 spett.)\| Arbitro: \| Baracani (Firenze) \| |
| Arbitro:                                              | Baracani (Firenze) |               |         |                                                                     |

| Arbitro: | Giancola (Vasto) |

|                    |           |                          |
| Catania 69’ (rig.) | Marcatori | 20’ Antenucci 60’ Ebagua |

| Arbitro: | Tommasi (Bassano del Grappa) |

|           |           |                       |
| Costa 20’ | Marcatori | 41’ Suciu 76’ Bianchi |

| Arbitro: | Calvarese (Teramo) |

|                  |           |  |
| Iorio 79’ (aut.) | Marcatori |  |

| Arbitro: | Massa (Imperia) |

|            |           |                                    |
| Abbate 44’ | Marcatori | 16’ Bianchi 36’ Sgrigna 63’ Ebagua |

| Arbitro: | Ostinelli (Como) |

|             |           |  |
| Bianchi 80’ | Marcatori |  |

| Arbitro: | Pinzani (Empoli) |

|             |           |  |
| Ciofani 57’ | Marcatori |  |

| Arbitro: | Velotto (Grosseto) |

|                        |           |             |
| Ebagua 50’ Darmian 66’ | Marcatori | 34’ Lazzari |

| Arbitro: | Candussio (Cervignano del Friuli) |

|  |           |                |
|  | Marcatori | 84’ D'Ambrosio |

| Modena 5 novembre 2011, ore 15:00 UTC+1 14ª giornata | Sassuolo           | 0 – 0 referto | Torino | Stadio Alberto Braglia (4.054 spett.)\| Arbitro: \| Baracani (Firenze) \| |
| Arbitro:                                             | Baracani (Firenze) |               |        |                                                                           |

| Arbitro: | Ciampi (Roma) |

|               |           |              |
| Antenucci 54’ | Marcatori | 42’ de Paula |

| Crotone 19 novembre 2011, ore 15:00 UTC+1 16ª giornata | Crotone      | 0 – 0 referto | Torino | Stadio Ezio Scida (4.241 spett.)\| Arbitro: \| Nasca (Bari) \| |
| Arbitro:                                               | Nasca (Bari) |               |        |                                                                |

| Arbitro: | Giancola (Vasto) |

|            |           |  |
| Parisi 81’ | Marcatori |  |

| Arbitro: | Calvarese (Teramo) |

|             |           |  |
| Ruopolo 50’ | Marcatori |  |

| Arbitro: | Tommasi (Bassano del Grappa) |

|                                      |           |                      |
| Basha 38’ Vives 53’ Sgrigna 64’, 68’ | Marcatori | 48’, 90'+2’ Immobile |

| Arbitro: | Gallione (Alessandria) |

|                                  |           |                |
| Greco 76’ (rig.) Ciaramitaro 87’ | Marcatori | 35’ Stevanović |

| Torino 6 gennaio 2012, ore 12:30 UTC+1 21ª giornata | Torino       | 0 – 0 referto | AlbinoLeffe | Stadio Olimpico (15.105 spett.)\| Arbitro: \| Nasca (Bari) \| |
| Arbitro:                                            | Nasca (Bari) |               |             |                                                               |

#### Girone di ritorno
| Arbitro: | Palazzino (Ciampino) |

|                    |           |             |
| Antenucci 19’, 66’ | Marcatori | 28’ Ciofani |

| Arbitro: | Irrati (Pistoia) |

|               |           |               |
| Gasparetto 6’ | Marcatori | 17’ Antenucci |

| Varese 28 gennaio 2012, ore 15:00 UTC+1 24ª giornata | Varese               | 0 – 0 referto | Torino | Stadio Franco Ossola (3.280 spett.)\| Arbitro: \| Cervellera (Taranto) \| |
| Arbitro:                                             | Cervellera (Taranto) |               |        |                                                                           |

| Arbitro: | Candussio (Cervignano del Friuli) |

|                    |           |  |
| Tonucci 64’ (aut.) | Marcatori |  |

| Arbitro: | Ciampi (Roma) |

|                    |           |  |
| Darmian 66’ (aut.) | Marcatori |  |

| Arbitro: | Merchiori (Ferrara) |

|                                        |           |              |
| D'Ambrosio 8’ Vives 33’ Stevanović 47’ | Marcatori | 53’ Castaldo |

| Arbitro: | Massa (Imperia) |

|                              |           |                  |
| Antenucci 20’ Meggiorini 86’ | Marcatori | 67’ Juan Antonio |

| Arbitro: | Ostinelli (Como) |

|  |           |                                              |
|  | Marcatori | 12’ Oduamadi 90'+2’ Bianchi 90'+5’ Antenucci |

| Arbitro: | Pinzani (Empoli) |

|             |           |                                        |
| Sgrigna 84’ | Marcatori | 24’, 56’ Gómez 37’ Ferrari 75’ Maietta |

| Arbitro: | Tommasi (Bassano del Grappa) |

|         |           |             |
| Sau 34’ | Marcatori | 40’ Sgrigna |

| Arbitro: | Giancola (Vasto) |

|                                                              |           |  |
| Bianchi 40’, 68’ Antenucci 46’, 80’ Surraco 65’ Pasquato 76’ | Marcatori |  |

| Arbitro: | Calvarese (Teramo) |

|               |           |  |
| Maccarone 24’ | Marcatori |  |

| Arbitro: | Velotto (Grosseto) |

|          |           |  |
| Glik 16’ | Marcatori |  |

| Arbitro: | Pinzani (Empoli) |

|                                         |           |  |
| D'Ambrosio 31’ Basha 52’ Meggiorini 81’ | Marcatori |  |

| Bari 21 aprile 2012, ore 15:00 UTC+2 36ª giornata | Bari               | 0 – 0 referto | Torino | Stadio San Nicola (5.286 spett.)\| Arbitro: \| Baracani (Firenze) \| |
| Arbitro:                                          | Baracani (Firenze) |               |        |                                                                      |

| Arbitro: | Di Bello (Brindisi) |

|                     |           |                  |
| Glik 3’ Sgrigna 39’ | Marcatori | 60’ (rig.) Calil |

| Arbitro: | Massa (Imperia) |

|  |           |                |
|  | Marcatori | 38’ Meggiorini |

| Arbitro: | Ostinelli (Como) |

|                                            |           |           |
| Meggiorini 12’ Di Cesare 53’ Antenucci 87’ | Marcatori | 58’ Cacia |

| Arbitro: | Giacomelli (Trieste) |

|                             |           |  |
| Insigne 10’ Immobile 45'+2’ | Marcatori |  |

| Arbitro: | Baracani (Firenze) |

|                            |           |  |
| Oduamadi 24’ De Feudis 83’ | Marcatori |  |

| Bergamo 26 maggio 2012, ore 20:45 UTC+2 42ª giornata | AlbinoLeffe      | 0 – 0 referto | Torino | Stadio Atleti Azzurri d'Italia (3.376 spett.)\| Arbitro: \| Irrati (Pistoia) \| |
| Arbitro:                                             | Irrati (Pistoia) |               |        |                                                                                 |

### Coppa Italia

#### Secondo turno
| Arbitro: | Merchiori (Ferrara) |

|               |           |  |
| Antenucci 63’ | Marcatori |  |

#### Terzo turno
| Arbitro: | Valeri (Roma) |

|                   |           |  |
| Calaiò 80’ (rig.) | Marcatori |  |

## Statistiche

### Statistiche di squadra
| Competizione | Punti | In casa | In casa | In casa | In casa | In casa | In casa | In trasferta | In trasferta | In trasferta | In trasferta | In trasferta | In trasferta | Totale | Totale | Totale | Totale | Totale | Totale | DR  |
| Competizione | Punti | G       | V       | N       | P       | Gf      | Gs      | G            | V            | N            | P            | Gf           | Gs           | G      | V      | N      | P      | Gf     | Gs     | DR  |
| ------------ | ----- | ------- | ------- | ------- | ------- | ------- | ------- | ------------ | ------------ | ------------ | ------------ | ------------ | ------------ | ------ | ------ | ------ | ------ | ------ | ------ | --- |
| Serie B      | 83    | 21      | 16      | 4       | 1       | 39      | 14      | 21           | 8            | 7            | 6            | 18           | 14           | 42     | 24     | 11     | 7      | 57     | 28     | +29 |
| Coppa Italia | -     | 1       | 1       | 0       | 0       | 1       | 0       | 1            | 0            | 0            | 1            | 0            | 1            | 2      | 1      | 0      | 1      | 1      | 1      | 0   |
| Totale       | -     | 22      | 17      | 4       | 1       | 40      | 14      | 22           | 8            | 7            | 7            | 18           | 15           | 44     | 25     | 11     | 8      | 58     | 29     | +29 |

### Statistiche dei giocatori
| Giocatore     | Serie B  | Serie B | Serie B     | Serie B    | Coppa Italia | Coppa Italia | Coppa Italia | Coppa Italia | Totale   | Totale | Totale      | Totale     |
| Giocatore     | Presenze | Reti    | Ammonizioni | Espulsioni | Presenze     | Reti         | Ammonizioni  | Espulsioni   | Presenze | Reti   | Ammonizioni | Espulsioni |
| ------------- | -------- | ------- | ----------- | ---------- | ------------ | ------------ | ------------ | ------------ | -------- | ------ | ----------- | ---------- |
| M. Antenucci  | 41       | 10      | 1           | 0          | 2            | 1            | 0            | 0            | 43       | 11     | 1           | 0          |
| M. Basha      | 36       | 2       | 8           | 0          | 1            | 0            | 0            | 0            | 37       | 2      | 8           | 0          |
| R. Bianchi    | 37       | 8       | 0           | 1          | 2            | 0            | 0            | 0            | 39       | 8      | 0           | 1          |
| F. Benussi    | 18       | -13     | 2           | 0          | -            | -            | -            | -            | 18       | -13    | 2           | 0          |
| F. Coppola    | 22       | -13     | 1           | 1          | 2            | -1           | 0            | 0            | 24       | -14    | 1           | 1          |
| D. D'Ambrosio | 26       | 3       | 2           | 0          | 1            | 0            | 0            | 0            | 27       | 3      | 2           | 0          |
| M. Darmian    | 33       | 1       | 4           | 0          | 1            | 0            | 0            | 0            | 34       | 1      | 4           | 0          |
| G. De Feudis  | 8        | 1       | 2           | 0          | -            | -            | -            | -            | 8        | 1      | 2           | 0          |
| V. Di Cesare  | 21       | 1       | 7           | 0          | 1            | 0            | 0            | 0            | 22       | 1      | 7           | 0          |
| O. Ebagua     | 20       | 3       | 3           | 1          | 2            | 0            | 1            | 0            | 22       | 3      | 4           | 1          |
| K. Glik       | 23       | 2       | 4           | 0          | 1            | 0            | 0            | 0            | 24       | 2      | 4           | 0          |
| L. Gomis      | 1        | -0      | 0           | 0          | 0            | -0           | 0            | 0            | 1        | -0     | 0           | 0          |
| S. Guberti    | 8        | 0       | 1           | 0          | 2            | 0            | 1            | 0            | 10       | 0      | 2           | 0          |
| M. Iori       | 37       | 0       | 11          | 1          | 2            | 0            | 0            | 0            | 39       | 0      | 11          | 1          |
| S. Masiello   | 1        | 0       | 0           | 0          | -            | -            | -            | -            | 1        | 0      | 0           | 0          |
| R. Meggiorini | 18       | 4       | 2           | 0          | -            | -            | -            | -            | 18       | 4      | 2           | 0          |
| D. Morello    | 3        | -2      | 0           | 0          | 0            | -0           | 0            | 0            | 3        | -2     | 0           | 0          |
| N. Oduamadi   | 11       | 3       | 1           | 0          | 0            | 0            | 0            | 0            | 11       | 3      | 1           | 0          |
| A. Ogbonna    | 39       | 0       | 3           | 0          | 2            | 0            | 0            | 0            | 41       | 0      | 3           | 0          |
| B. Pagano     | 2        | 0       | 0           | 0          | 0            | 0            | 0            | 0            | 2        | 0      | 0           | 0          |
| A. Parisi     | 33       | 1       | 9           | 0          | 0            | 0            | 0            | 0            | 33       | 1      | 9           | 0          |
| C. Pasquato   | 3        | 1       | 0           | 0          | -            | -            | -            | -            | 3        | 1      | 0           | 0          |
| F. Pratali    | 8        | 0       | 2           | 0          | 0            | 0            | 0            | 0            | 8        | 0      | 2           | 0          |
| A. Sgrigna    | 32       | 7       | 0           | 0          | 1            | 0            | 0            | 0            | 33       | 7      | 0           | 0          |
| A. Stevanović | 34       | 3       | 2           | 0          | 2            | 0            | 1            | 0            | 36       | 3      | 3           | 0          |
| S. Suciu      | 4        | 1       | 0           | 0          | 1            | 0            | 0            | 0            | 5        | 1      | 0           | 0          |
| J. Surraco    | 23       | 1       | 3           | 0          | -            | -            | -            | -            | 23       | 1      | 3           | 0          |
| S. Verdi      | 12       | 0       | 0           | 0          | 1            | 0            | 0            | 0            | 13       | 0      | 0           | 0          |
| G. Vives      | 29       | 2       | 8           | 0          | 2            | 0            | 1            | 0            | 31       | 2      | 9           | 0          |
| L. Zavagno    | 6        | 0       | 2           | 0          | 1            | 0            | 0            | 0            | 7        | 0      | 2           | 0          |

## Giovanili

### Organigramma societario
Dal sito internet della società:
Area direttiva
- Responsabile Tecnico Settore Giovanile: da nominare[18][65]
- Responsabile Tecnico Scuola Calcio: Silvano Benedetti[66]
- Segreteria Settore Giovanile: Massimiliano Mazzetta

Area tecnica - Primavera
- Allenatore: Antonino Asta[67]
- Allenatore in seconda: Lorenzo Gobetti
- Allenatore dei portieri: Paolo Di Sarno
- Preparatore Atletico: Paolo Solustri

Area sanitaria - Primavera
- Medico: Paolo Battaglino
- Massaggiatori:
  - Fabrizio Garbolino
  - Gerardo Santoro

### Piazzamenti
- Primavera:
  - Campionato: eliminato ai quarti di finale.
  - Coppa Italia: eliminato agli ottavi di finale.
  - Torneo di Viareggio: eliminato ai quarti di finale.
- Allievi Nazionali: 4º posto nel girone A di qualificazione.
- Giovanissimi: 4º posto nel girone 2 della fase finale a 8 squadre.